# Vrhjani
Vrhjani – wieś w Chorwacji, w żupanii istryjskiej, w gminie Višnjan. W 2011 roku liczyła 14 mieszkańców.